# Scolecomorphidae
Los escolecomórfidos (Scolecomorphidae) son una familia de anfibios gimnofiones compuesta por dos géneros y 6 especies. Hasta 2011 se consideraba incluida en Caeciliidae como una subfamilia. Estas cecilias están distribuidas por Camerún, Malaui y Tanzania.

## Taxonomía
Incluye los siguientes géneros:
- Crotaphatrema Nussbaum, 1985 (3 especies)
- Scolecomorphus Boulenger, 1883 (3 especies) [ género tipo ]